# Luciano Federici
Luciano Federici (Carrara; 16 de mayo de 1938-Ibidem; 18 de marzo de 2020) fue un futbolista profesional italiano. Jugó en las tres ligas profesionales más importantes de Italia, incluidas Carrarese, Cosenza y Pisa. 

## Muerte
El 18 de marzo de 2020, Federici murió de COVID-19, en medio de la pandemia en Italia.